# Thierry Crovetto
Pour les articles homonymes, voir Crovetto.
Thierry Crovetto est un homme politique monégasque.

## Biographie
Né le 18 décembre 1969, Thierry Crovetto est analyste financier.
Il est membre du Conseil national depuis 2013.